# Pensare, capire, amare
Pensare, capire, amare, pubblicato da FMA nel 1976, è un album discografico del musicista italiano Il Guardiano del Faro (Federico Monti Arduini).
L'album include fra l'altro due versioni del tema intitolato Male d'amore che l'autore scrisse per la colonna sonora del film La orca (1976) di Eriprando Visconti e il brano Benedetta tratto dal film Amore grande, amore libero (1976) di Luigi Perelli, il cui titolo fu ispirato dall'omonimo brano dello stesso Monti Arduini, pubblicato come singolo l'anno precedente e giunto in vetta alla classifica italiana dei 45 giri.

## Tracce
Musiche di Arfemo (Federico Monti Arduini), eccetto dove indicato.
Lato A
1. Pensare, capire, amare (strumentale) – 2:57
2. Benedetta (strumentale) – 2:33
3. La collina dei pensieri (strumentale) – 3:27
4. Ai confini del sogno (strumentale) – 2:43
5. Male d'amore (versione 1, strumentale) – 4:01
6. Il colore della notte (strumentale) – 1:54

Lato B
1. Male d'amore (versione 2, strumentale) – 3:31
2. Dimenticarti mai (strumentale) – 4:24
3. The Homecoming (strumentale) – 2:39 (musica: Hagood Hardy)
4. Insieme all'alba (strumentale) – 2:57 (musica: Giulio Libano)
5. Stranger in Paradise (strumentale) – 3:23 (musica: Aleksandr Porfir'evič Borodin, Robert Wright, George Forrest)
6. Amore tra le dita (strumentale) – 2:48

## Formazione
- Federico Monti Arduini – tastiere
- Bruno De Filippi – armonica a bocca (traccia: 2)
- Giulio Libano – arrangiamento e direzione d'orchestra